# Décio Bombassaro
Décio Osmar Bombassaro (Caxias do Sul, 21 de dezembro de 1938) é um escritor, historiador, jornalista, político, filósofo e professor brasileiro.

## Biografia

### Primeiros anos
Filho de um livreiro, desde pequeno se interessou pela leitura e pelo rádio. Foi alfabetizado pela prima Lea Possi e depois estudou no Colégio do Carmo e no Colégio Cristóvão de Mendoza. Em 1960 mudou-se para Veranópolis, onde fundou o jornal Destaque e dirigiu a Rádio Veranense, na qual também foi redator e cronista.

### Jornalismo
Voltando a Caxias em 1962, fez testes para locutor de rádio, mas não foi aprovado por conta de sua voz inadequada. Mesmo assim, permaneceu ligado à imprensa, passando a escrever novelas radiofônicas independentemente, e mais tarde trabalhou como repórter e cronista em várias rádios locais. Integrou o Comitê de Imprensa da comissão oficial formada pelo Governo do Estado para organizar as grandes comemorações do centenário da imigração italiana em 1975, foi colaborador dos jornais Caxias Magazine e O Pellegrino, colunista do Jornal de Caxias, membro da Comissão Editorial da Folha Regional, diretor de Notícias da Rádio Independência, gerente da Rádio Princesa, diretor de Jornalismo da Rádio São Francisco, diretor da sucursal da Companhia Caldas Júnior, chefe de Comunicação Social da Prefeitura, diretor do jornal Correio Riograndense de 1972 a 1980, assessor de Relações Públicas da Comissão das Fundações Sociais de Caxias, assessor de Imprensa da Universidade de Caxias do Sul e membro da primeira Comissão Editorial do Jornal da UCS, secretário do Sindicato dos Jornalistas Profissionais de Caxias, um dos fundadores e membro do primeiro Conselho Deliberativo da Associação Caxiense de Imprensa, e secretário e presidente da Associação dos Jornais do Interior do Rio Grande do Sul.

### Política
Foi vice-presidente da União Caxiense dos Estudantes Secundários, 2º secretário do Diretório e vereador pelo Partido Democrata Cristão, membro da Aliança Renovadora Nacional, um dos fundadores do Diretório do Partido Popular, membro da Comissão Provisória e da Comissão Executiva, assessor da bancada do partido na Câmara de Vereadores e secretário geral do partido, empenhando-se na expansão do quadro de filiados e na instalação de núcleos rurais, e assessor da bancada do Partido Trabalhista Brasileiro na Câmara.

### Academia
Em 1969 graduou-se em Licenciatura em Letras na UCS. Na década de 1980 voltou aos estudos, obtendo uma especialização em Filosofia em 1986, com ênfase nos campos da Ética e Política, e em 2000 completou mestrado pela Pontifícia Universidade Católica do Rio Grande do Sul. Deu aulas de Filosofia na UCS por 32 anos, sendo chefe do Departamento de 1987 a 1989. Nesta época defendeu a reforma do modelo universitário brasileiro, criticando as deficiências de recursos técnicos e humanos, e entendendo a instituição como um dos fundamentos do exercício das profissões, da vida comunitária e da transformação da sociedade, tendo um caráter ao mesmo tempo intelectual, ético e cívico. Para ele, a crise pela qual passavam as universidades brasileiras se devia à falta de espírito de renovação; ao encastelamento dos profissionais, que julgava apartados dos problemas políticos e sociais mais candentes do seu tempo, e ao descaso para com a perspectiva humana nos estudos científicos. Também foi membro do Conselho Universitário e coordenador do Seminário de Ética.

## Obra e reconhecimento
Com uma extensa trajetória da imprensa, na literatura e na academia, tem vários livros publicados e deixou muitas crônicas, contos e ensaios em vários jornais. Deixou trabalhos sobre a colonização italiana no estado, estudou a história da imprensa em italiano na região, tema pouco abordado antes dele, e entre suas publicações acadêmicas na área da Filosofia se destacam Da habilidade humana em perscrutar o ente (organizador e colaborador), O pórtico de Nietzsche: a evocação do eterno retorno com o ritmo do ser no tempo e A apelação de Sócrates: réplica e tréplica do absurdo.
Homenagens e distinções
- Eleito membro da Academia Caxiense de Letras (1967).[37]
- Destaque de Imprensa pela Rádio Difusora Caxiense (1970).[38]
- Terceiro colocado no Concurso Nacional de Reportagens sobre Caxias do Sul, organizado pela Prefeitura (1972).[39]
- Escolhido uma das Personalidades do Ano pela Rádio São Francisco (1973).[40]
- Primeiro colocado em 1984,[41] segundo colocado em 1974, 1975, 1976 e 1977,[42][43][44][45] e Menção Honrosa em 1985, 1991 e 1992 no Concurso Anual Literário da Prefeitura, sempre na categoria Conto.[46][47][48] Foi membro da Comissão Julgadora deste concurso em 1980.[49]
- Agradecimento da Câmara de Indústria e Comércio de Caxias pelos relevantes serviços prestados à entidade enquanto foi diretor do Correio Riograndense (1980).[50]
- Medalha Mérito Universitário da UCS (1992).[51]
- Foi um dos cinco homenageados do Festschrift Polianteia organizado por Fátima Martinato e publicado pela UCS em 2002.[52]
- Homenageado especial do 6º Troféu ARI Serra Gaúcha, concedido pela Associação Riograndense de Imprensa em reconhecimento de sua trajetória no jornalismo e na comunicação social (2013).[53]
- Homenageado com o Festschrift organizado por Evaldo Kuiava e Jaqueline Stefani, intitulado Identidade e diferença: considerações filosóficas - Homenagem a Décio Osmar Bombassaro, e publicado pela UCS em 2010.[54]
- Homenageado como Amigo do Livro na 38ª Feira do Livro de Caxias (2022).[36]